# Jorge Guilherme de Hanôver (1915–2006)

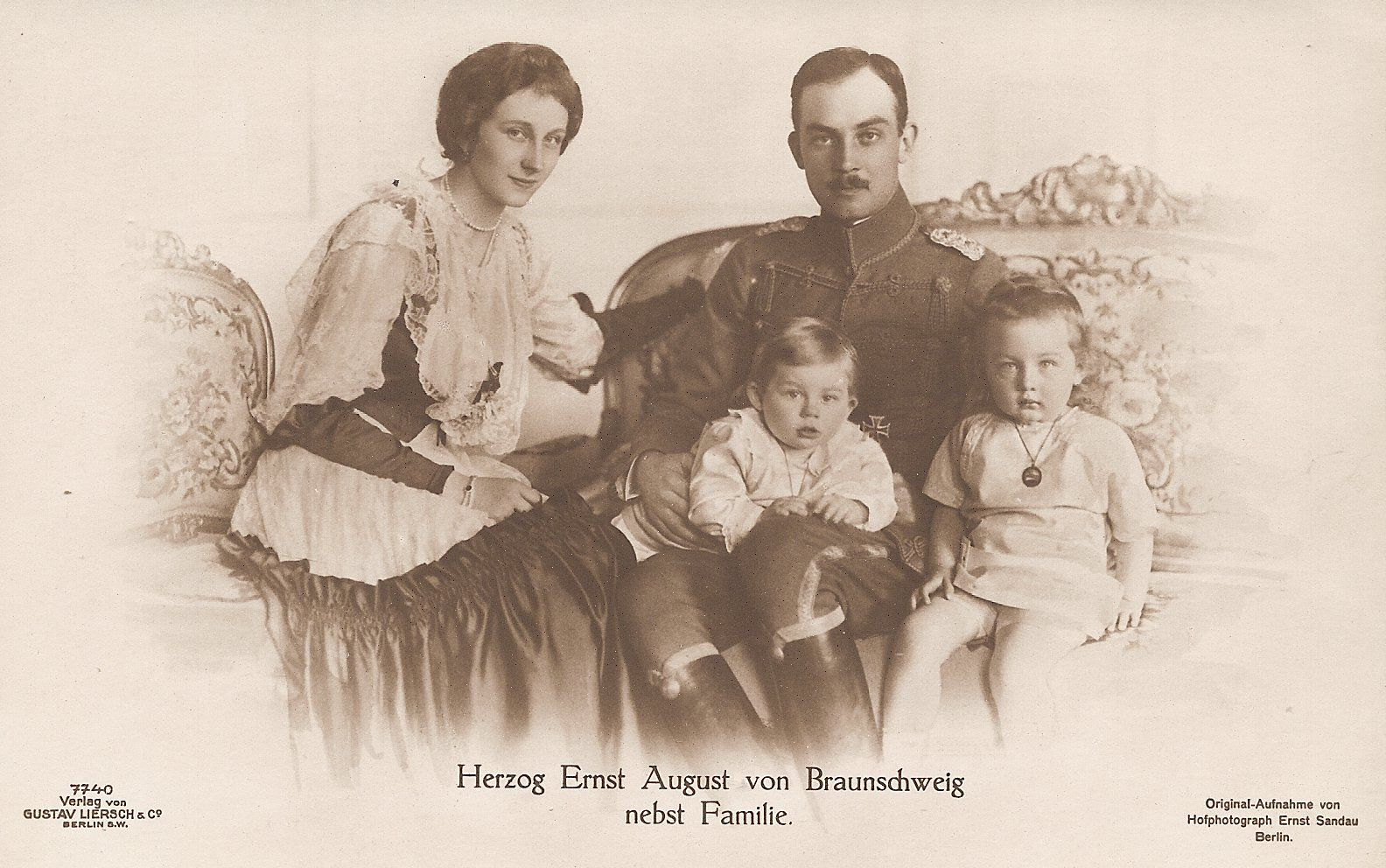
Foto em família de João Guilherme Hanôver.

Jorge Guilherme Ernesto Augusto Frederico Axel Príncipe de Hanôver Duque de Brunsvique-Luneburgo, (em alemão: Georg Wilhelm Ernst August Friedrich Axel Prinz von Hannover Herzog zu Braunschweig und Lüneburg; 25 de março de 1915 - 8 de janeiro de 2006) foi o segundo filho de Ernesto Augusto, Duque de Brunsvique e da princesa Vitória Luísa da Prússia. Casou-se com a princesa Sofia da Grécia e Dinamarca, irmã do príncipe Filipe, Duque de Edimburgo.

## Família
Jorge Guilherme era o segundo filho do duque Ernesto Augusto de Brunsvique e da princesa Vitória Luísa da Prússia. Os seus avós paternos eram o príncipe-herdeiro Ernesto Augusto de Hanôver e a princesa Tira da Dinamarca. Os seus avós maternos eram o kaiser Guilherme II da Alemanha e a princesa Augusta Vitória de Schleswig-Holstein. A sua irmã Frederica viria a casar-se com o futuro rei Paulo I da Grécia, pelo que Jorge é tio da rainha Sofia de Espanha.

## Biografia
Jorge Guilherme foi baptizado no dia 10 de maio de 1915 em Brunsvique. Entre os seus padrinhos estavam a arquiduquesa Maria Cristina da Áustria, o príncipe Axel da Dinamarca e a princesa Olga de Hanôver que o segurou na pia baptismal.
Entre 1930 e 1934, o príncipe andou no internato de elite Schule Schloss Salem em Überlingen, no lago de Constança. Schule Schloss Salem foi co-fundada pelo tio do príncipe, o último chanceler do Império Alemão, Max von Baden, e pelo educador Kurt Hahn em 1920. Jorge Guilherme foi um membro do Comité Olímpico Internacional e do Deutscher Olympischer Sportbund. Entre 1948 e 1959, o príncipe foi director de Schule Schloss Salem. 

## Casamento e descendência
No dia 23 de abril de 1946, Jorge Guilherme casou-se em Salem com a princesa Sofia da Grécia e Dinamarca, filha do príncipe André da Grécia e Dinamarca e da princesa Alice de Battenberg, e viúva do príncipe Cristóvão de Hesse-Cassel.
Juntos tiveram três filhos:
- Guelfo Ernesto de Hanôver (25 de janeiro de 1947 – 10 de janeiro de 1981); casado com Wibke van Gunsteren; com descendência.
- Jorge de Hanôver (9 de dezembro de 1949 -); casado com Victoria Anne Bee; com descendência.
- Frederica de Hanôver (15 de outubro de 1954 -); casada com Jerry William Cyr; com descendência.